# しみけん (AV男優)
しみけん（1979年9月1日 - ）は、日本の実業家、YouTuber、元AV男優およびAV監督。また著述家、飲食店の経営者でもある。本名：清水健。

## 略歴
1998年、昭和学院秀英高校卒業。1浪して法政大学に入学したが、一度も大学に通うことなく中退。1998年、高校卒業後の浪人中にゲイ雑誌『Badi』でデビュー。その後、Badiの編集部員の1人だったマツコ・デラックスに「あんたはもっと真剣にAV男優を目指すべき」と言われ、AVメーカーに履歴書を送る就活を行い、「君、うんこ食べられる?」というAVメーカー側からの質問に「ここで『喰えない』と答えれば男優としての道が閉ざされる」と考え、「喰えます」と即答。そして撮影当日、しみけんはがむしゃらに食べた結果、撮影終了後に監督から『呑み込まなくてもよかったのに…』と言われた。現に、その撮影後の帰り道、下痢が止まらなくなり、数日経っても治らなかったので、病院で治療した。2本目は磔にされて鞭打ち、3本目からは記憶が無いらしく、8本目のオファーの電話で「それは人ですか？犬ですか？」と聞いていたという。しかし、その後ドキュメンタリー番組『熱血!島田塾』（テレビ朝日）に出演した際に多く仕事が舞い込んだ。
2005年、「東京オープンボディビル選手権大会」の60kg級で6位となる。
2008年、「AVグランプリ2008」で『しみけんのプライベート7 FUCK』（2007年12月1日、アイデアポケット）が、オムニバス部門最優秀賞を受賞。
2011年1月1日、父親からの電話で「本名でAVに出るな」と言われたことにより男優名を「しみけん」に統一した。
2015年3月3日、「スカパー!アダルト放送大賞2015」で「抱かれたいAV男優賞」受賞。同年8月16日、東京都世田谷区にうんこ味のカレー屋『カレーショップ志み津』をオープンさせ話題となる。店は2016年1月4日に閉店したが、同年の4月30日にロフトプラスワンWESTにて一日限定で復活した。
このころより地上波やCS番組、ウェブテレビ番組への出演も増え、ナンパ物のマッチョ男優というイメージからトップ男優の一人へと駆け上がる。また、専属系新人女優のデビュー作の相手を務めることが増えていく。
2019年に朝鮮日報コラムのワイドインタビュー記事に登場。同年には韓国向けYouTubeチャンネル「しみけんTV」を開設しており、韓国では親韓日本人の代表的有名人として知られている。タンパク質補助食品、モバイルゲーム、衣類ブランドの広告モデルとして抜擢されるなど活躍する。韓国では「しみけん」が発音しづらいこともあり、「シム・イクヒョン（シミッキョン）」と呼ばれている。
2023年10月、AV出演被害防止・救済法の施行などを契機にAV男優を引退。引退時期には諸説あり、2025年の報道では「昨年引退」と記述されている。

## 人物
- 出演作品は10000本以上、年間約500作品に出演しており、人気AV女優のレンタル用DVDの3本に1本は出演している[15]。
- 一番好きな体位は「ロールスロイス」（車のボンネットに付いているエンブレムのような体位）で、得意技は「しみクンニ」。
- 健康のため、コーヒーを1日４杯程愛飲しており、自宅ではネスプレッソを愛用している。
- 酒は飲まず、タバコも吸わない。
- クイズ好きで知られ、学生時代はクイズ研究会に属しており[16]、クイズ歴は28年くらいだという[17]。クイズ特別番組『今世紀最後! アメリカ横断ウルトラクイズ』（日本テレビ）では作問を担当、国内第一次予選の東京ドームにおける〇×クイズ第9問目（放送では第6問目）と早押しクイズで問題が採用される。しかし、本人としては本選に出場したかったようで、作問は途中で放棄しクイズに参加するも、あえなく敗退。失格した次の問題は、なんと自身が作成した問題であった[18]。バラエティ番組『BAZOOKA!!!』（BSスカパー!）内の人気クイズ企画「地下クイズ王決定戦!!」では第2回準優勝、第3回準優勝、第4回優勝、第5回優勝の戦績を残している。
- 趣味は読書、トレーニング、ドライブ、映画、旅行、食事[17]。特技はブレイクダンス[19]。ブレイキンが公式種目に採用された2024年パリオリンピックでは現地に足を運んで試合を観戦しており、五輪競技として受け入れられたことを感慨深げに語っている[20]。
- 2度の離婚歴があり、1人目の妻との間に二人の子供[21]、元内縁（事実婚）の妻はあちゅうとの間に一人の子供がいる[22]。
- AV撮影時のスタジオへの移動用として屋根付きスクーター、アディバAD150を2002年に”出会って4秒で購入”して以来、乗り続けている[23]。尚、それ以前はスズキ製のレッツを使用していた。
- オートバイを愛用しているが、二輪好きという訳ではなく、あくまで「自分のバイク」が好きなだけであると語る。
- 弟子に一徹、イセドン内村、コンピューター園田、出てこい中平くん2号がいる[24]。
- 学生時代、ボクシングを習っていた。
- 2019年、忽那賢志医師の手でHPVワクチンを打っていることを明らかにしている[25][26]。

## 出演

### アダルトDVD・VHS
- ザ・ナンパミラクル1/2 しみけん（フール）
  - 津田沼!!編（2004年3月28日）
  - 町田!!編（2004年4月28日）

- ザ・ナンパミラクル1/2 シミケン（フール）
  - 所沢!!編（2004年5月28日）
  - 大宮!!編 （2004年6月28日）
  - 太田〜伊勢崎!!編（2004年7月28日）

- ザ・ナンパミラクル2/2 しみけん（フール）
  - 下北沢!!編（2004年1月28日）
  - 中野!!編（2004年11月28日）
  - 吉祥寺!!編（2004年12月28日）
  - 池袋西口!!編（2005年2月28日）
  - 歌舞伎町!!編（2005年4月28日）
  - 松戸!!編（2005年7月22日）
  - 西川口〜川口!!編（2005年7月28日）

- しみけんの電脳ミラクルSUPERライブ（フール）
  - 2004/6・19 6・20 6・22（2004年9月28日）
  - 2004/8・24 8・25 8・26（2004年10月28日）
  - 2004/9・3 9・4 9・5（2004年11月28日）
  - 2004/10・13 10・14 10・15（2004年12月28日）
  - 2004/11・8 11・9 11・10（2005年1月28日）
  - 04 夏の陣（2005年2月15日）
  - 04 冬の陣＋未公開スペシャル（2005年4月15日）

- しみけんのGAL ワキナンパ VOL.1（2007年3月5日、SUPER SMELL）
- しみけんのGAL ワキナンパ VOL.2（2007年3月5日、SUPER SMELL）
- しみけんのプライベート7 FUCK（2007年12月1日、アイデアポケット）※AVグランプリ2008 オムニバス部門最優秀賞 受賞。
- しみけんのプライベート7 FUCK 2（2008年8月1日、アイデアポケット）
- しみけんの新人ぶった斬りFUCK 6本番（2009年8月1日、アイデアポケット）
- しみけん×S級女優のプライベートハメ撮り7番勝負（2015年4月2日、アイデアポケット）

- 美魔女ナンパ!! 生ズキ40代！しみけんのガチ攻略！（ホットエンターテイメント）
  - 代官山編（2014年11月10日）
  - 銀座編（2015年5月10日）
  - 赤坂編（2015年10月10日）
  - 4時間DX（2016年6月10日）
- 美魔女ナンパ!! しみけんが唸らす！熟女の理性吹き飛ぶ生FUCK！（ホットエンターテイメント）
  - 表参道編（2016年2月10日）
  - 錦糸町編（2016年9月10日）

- 俺のヤリマン紹介します Vol.2 AV男優しみけん さき（2016年2月19日、ヤリマン伝説）

#### 女優
2011年
- 芸能人 原紗央莉を24時間AV男優にお貸しします。（3月19日、SODクリエイト）

2012年
- 瞬殺！一撃バズーカ顔射 丘咲エミリ（11月1日、アイデアポケット）

2015年
- 昇天4本番＋一撃スマッシュ顔射フェラ 初野外！初拘束！初主観！初コスプレ！初ハメ撮り！ 桃乃木かな（11月19日、アイデアポケット）

2016年
- グラビア四天王たかしょーMUTEKI Debut!! 高橋しょう子（5月1日、MUTEKI）
- 芸能人ANRI What a day!!（10月23日、MUTEKI）

2021年
- 絶頂139回！大痙攣120回！潮吹き3700ml！ 性格明るいGcup博多美人 はじめての中出し＆生ハメ大絶頂ドキュメント 天晴乃愛（11月16日、E-BODY）

2022年
- 専属 一ヶ月の禁欲の果てに…理性の吹き飛んだ中出しがある。 アクメ208回 膣痙攣3426回 エロ汁27142cc 絶頂Special 北野未奈（6月17日、本中）

2023年
- 完全引退 AV女優、最後の1日。三上悠亜ラストセックス（ブルーレイディスク）（8月15日、S1 NO.1 STYLE）

2024年
- 目と目が合った瞬間、コンマ1秒で好きになる―。 電撃専属 橘メアリー 大人の色気が溢れる本気のベロキス中出し3本番（9月6日、マドンナ）

#### 女性向け作品
- ECSTASY 〜危険な香り〜（2003年5月21日、V&Rプランニング）※VHS
- 最後のキスを忘れない（2011年6月4日、SILK LABO）
- The Best Collection 1（2011年6月4日、SILK LABO）
- 3センチメートル 高まる鼓動を感じる距離（2011年12月8日、SILK LABO）
- GOSSIP BOYS（eS）
  - episode1 「はじまり」（2014年8月15日）
  - episode2 「Passion Sex」（2014年10月15日）
  - episode3「The Fight & The Face」 （2014年12月15日）
- イケメン×筋肉×AV男優 Best Collection（ROOKIE、2014年11月19日）
- AV男優どうでしょう　其の壱（2014年11月22日、つくばテレビ）
- 恋愛学園（2016年5月26日、GIRL'S CH）

#### その他
2007年
- CYBER EXSTASY（10月29日、FORCE ENTERTAINMENT）

2010年
- 彼氏候補（12月23日、SODクリエイト）

### ネット配信

#### Peachjoy
- A Pleasant Night 〜　Shimiken（2012年1月1日公開）

#### S-cute
- S-Cute 7th
  - No.18 You（2010年1月29日公開）
  - No.23 Risa（2010年2月19日公開）
  - No.72 Saki（2010年10月15日公開）
  - No.88 Saki（2010年12月31日公開）
- S-Cute ∞
  - Stylish Tsubasa #4 乱れまくり美人（2011年5月9日公開）
  - Pure Mion #9 ウブな制服娘を征服！（2011年7月11日公開）
- S-cute
  - Minami #2 とろけるフェロモン（2011年10月14日公開）
  - Nozomi #5 潮吹き濃厚SEX（2012年8月3日公開）
  - Yun #2 ロリっ子貪られSEX（2012年10月15日公開）
  - Rei #3 淫らに求め合うSEX（2013年1月11日公開）
  - Mika #4 激しく貪られるSEX（2013年5月6日公開）

#### ボッキマンJAPAN
- チンパンジーでもわかる。スーパーAV男優しみけんの 「20分で手マンと潮吹きをマスターできる」熱血オラオラ授業!（2015年1月9日公開）
- クンニを制するものは女を制す。スーパーAV男優しみけんが教える前戯革命!（2015年1月30日公開）
- ポルチオ責めで貴方のSEXが劇的に変わる! 「体位の4連コンボ」（2015年2月27日公開）
- 「ボッキマンJAPAN」スペシャル 〜しみけん先生のスーパーSEX講座 男も女もイッちゃって!!!〜（2015年8月10日公開）

#### GIRL'S CH
- エロビア 〜ちょっとエッチな性のトリビア〜
  - vol.1 性別に関するエロビア（2013年10月30日公開）
  - vol.2 男性器に関するエロビア（2013年11月13日公開）
  - vol.3 AV男優に関するエロビア（2013年11月20日公開）
  - vol.4 エロ用語に関するエロビア（2013年11月27日公開）
  - vol.5 行為に関するエロビア（2013年12月4日公開）
  - vol.6 行為に関するエロビア パート2（2013年12月11日公開）
  - vol.7 名称に関するエロビア（2013年12月18日公開）
  - vol.8 地名に関するエロビア（2013年1月8日公開）
  - vol.9 アダルトグッズに関するエロビア（2014年1月15日公開）
  - vol.10 体型に関するエロビア（2014年1月22日公開）
  - vol.11 射精に関するエロビア（2014年1月29日公開）
  - vol.12 トロフィーに関するエロビア（2014年7月9日公開）
- 男優と男優
  - しみけん・黒田悠斗 ①（2014年6月18日公開）
  - しみけん・黒田悠斗 ②（2014年6月25日公開）
  - しみけん・黒田悠斗 ③（2014年7月2日公開）
  - しみけん（2015年5月6日公開）
- GIRL'S CH イケメンBUCHAIKU
  - ♯1（2014年8月11日公開）
  - ♯2（2014年8月12日公開）
  - ♯3（2014年8月18日公開）
  - ♯4（2014年8月19日公開）
  - ♯5（2014年8月25日公開）
  - ♯6（2014年8月26日公開）
  - ♯7（2014年9月1日公開）
  - ♯8（2014年9月2日公開）
  - ♯9（2014年10月27日公開）
  - ♯10（2014年10月28日公開）
  - ♯11（2014年11月3日公開）
  - ♯12（2014年11月4日公開）
  - ♯13（2014年11月10日公開）
  - ♯14（2014年11月11日公開）
  - ♯15（2014年11月17日公開）
  - ♯16（2014年11月18日公開）
  - ♯17（2015年2月2日公開）
  - ♯18（2015年2月3日公開）
  - ♯19（2015年2月9日公開）
  - ♯20（2015年2月10日公開）
  - ♯21（2015年2月16日公開）
  - ♯22（2015年2月17日公開）
  - ♯23（2015年2月23日公開）
  - ♯24（2015年2月24日公開）
- white nights
  - ♯1（2014年12月22日公開）
  - ♯2（2014年12月23日公開）
  - ♯3（2014年12月24日公開）
- 恋愛♡学園 ♯3 本当の恋
  - episode 1（2015年2月14日公開）
  - episode 2（2015年2月21日公開）

### 映画
- セックスの向こう側〜AV男優という生き方（2013年2月23日公開）
- GOSSIP BOYS 2014 THE MOVIE（2015年6月20日公開）
- 身体を売ったらサヨウナラ（2017年7月1日公開）
- 1秒先の彼（2023年7月7日公開）

### テレビ
レギュラー 
- ケンコバのバコバコナイト（ダイフク企画製作、サンテレビ、京都放送他で放送。ケンコバのバコバコテレビ時代の2017年12月2日から出演）
- 水道橋博士のムラっとびんびんテレビ（J:COMオンデマンド、2015年12月18日 - ）
- G PROJECTの地上波しみけん（テレビ神奈川、2018年8月3日 - 2018年9月5日 ）

#### 地上波放送
- 恋のチューンネップ（日本テレビ、1998年12月）
- 熱血!島田塾〜おれたちホンキ宣言〜（テレビ朝日、1999年）※レギュラー出演
- ゴッドタン（テレビ東京）
  - ストイック暗記王（2014年4月26日）
  - ゲーセワニュース 2015（2015年7月25日）
  - 禁断の未公開SP（2015年9月26日）
- しみけんの脳ミソつるつる野郎（テレビ埼玉、2015年4月3日初回放送、2015年8月1日終了）※レギュラー出演
- 真夜中のおバカ騒ぎ!（TOKYO MX・千葉テレビ、2015年12月6日 - 2016年1月3日）
- 相席食堂（ABCテレビ、2021年9月21日） - 三浦市を訪問。

#### BS・CS放送
- アノ噂ヲ解明! 真相あばいたろ会議（ホームドラマチャンネル）
  - 第3章 エロス（2013年4月8日）
  - 第3章 エロス 2（2013年7月1日）
- BAZOOKA!!!（BSスカパー!）
  - ♯077 第2回 地下クイズ王決定戦!!（2013年6月24日）
  - ♯091 納涼！お化けの出てこない怖い話（2014年7月28日）
  - ♯108 第3回 地下クイズ王決定戦!!（2014年12月22日）
  - ♯109 流行予想 2015（2015年1月12日）
  - ♯131 第4回 地下クイズ王決定戦!!（2015年7月6日）
  - ♯140 おっぱいコレクション 2015 秋（2015年9月28日）
  - ♯146 トップAV男優・しみけんの正体に迫る!（2015年11月16日）
  - ♯150 第5回 地下クイズ王決定戦!! （2015年12月28日）
- マグマイザー（BSスカパー!、2017年3月10日 - 6月7日） - 「しみけん」役[27]
- ダラケ! 〜お金を払ってでも見たいクイズ〜（BSスカパー!）
  - ♯S01E04 「AV男優」ダラケ（2014年10月30日）
  - ♯S05E02 「ラブホテルプロデューサー」ダラケ（2015年10月22日）
  - ♯S08E01 「女性AV監督」ダラケ（2016年7月14日）
  - ♯38,#39 スカパー!アダルト放送大賞2020ノミネート女優大集合!人気セクシー女優ダラケのA-1グランプリ2020!! 前編/後編（2020年1月13日,1月27日）
- もう!バカリズムさんの超H!（フジテレビONE）
  - 春の特別版（2021年4月12日）
  - 春の特別版 #2（2021年5月31日）
- 他人のSEXで生きてる人々3（2022年10月、CSヌーヴェルパラダイス）

#### インターネット番組
レギュラー
- しみちるの「脳ミソつるつる野郎」（TwitCasting、2014年12月6日 - ）

出演番組
- はなわのアゲたい盛り（GyaO、2006年）[28]
- しみちるの「脳ミソつるつる野郎」（TwitCasting）
  - ＃0（2013年3月10日放送）
  - ＃1（2013年3月20日放送）
- スピードワゴンの月曜The NIGHT（2019年11月12日[29]、2021年2月16日、ABEMA）
- 全裸監督2（2021年6月24日 全話配信、Netflix） - AV男優 役
- 極楽とんぼのタイムリミット（2021年8月8日[30]、ABEMA）
- 給与明細（2021年9月20日[31]、ABEMA）
- さらば青春の光 森田哲矢 制作総指揮『劇場版 ペンション殺人事件』（2021年10月7日、U-NEXT）一ノ瀬役
- しくじり先生 俺みたいになるな!!（2022年4月15日、ABEMA）
- ココだけの際どい話: 日本編（原題：성+인물: 일본 편／英題：Risqué Business: Japan）（2023年4月25日、Netflix）[32]

### オリジナルビデオ
- 団地妻は、わけあってヤリました。（2019年4月19日、リバプール）

### ラジオ
- しみけんのしあわせらじお（interfm、2024年10月3日 - ）

#### Webラジオ
- ミッション珍ポッシブル（2019年5月22日-6月15日（第471回~第489回）、マンガPark）

### シチュエーションCD
- PERFECT BODY REAL SEX SITUATION（一ノ瀬千尋、小鳥遊優人、風祭琥太郎、栗藤かほる）- 2020年2月14日発売（ZKZ-41）

## 出版物

### 著書
- AV男優しみけん 光輝くクズでありたい（扶桑社、2015年5月30日発売）
- SHIMIKEN's BEST SEX 最高のセックス集中講義（イースト・プレス、2017年5月17日発売）
- 水道橋博士のムラっとびんびんテレビ（文藝春秋、2017年5月29日発売）水道橋博士との共著
- やっぱり熟女がいちばんでした（角川書店、2018年2月28日発売）
- AV男優しみけんが教える うんこ座りでオトコの悩みの大半は解決する!（扶桑社、2018年3月2日発売）
- しみけん式「超」SEXメソッド 本物とはつねにシンプルである（笠倉出版社、2019年8月29日発売）
- AV男優しみけん仕事論0.01 極薄！（扶桑社、2020年3月24日発売）
- 人生最高のセックスに出会いたい貴女へ　しみけんが教える56のルール（笠倉出版社、2020年3月30日発売）

### 関連図書
- 「AV男優」という職業 セックス・サイボーグたちの真実（角川書店　2013年2月20日発売）
- 「AV男優」という職業 セックス・サイボーグたちの真実 文庫版（角川書店　2014年11月22日発売）
- AV男優の流儀（扶桑社新書　2014年12月23日発売）
- BAZOOKA!!! 地下クイズ王決定戦 公式問題集（太田出版　2016年7月27日発売）
- 誰も教えてくれない性病対策ハンドブック（三和出版　2019年9月13日発売）

### 雑誌
- Badi 2001年1月号（テラ出版）
- マガジン WOoooo（ウォー）! 狼 2009年12月号（サン出版 2009年11月2日発売）
- 美STORY 2011年7月号（光文社 2011年5月17日発売）
- てぃんくる VOL.449、VOL.462（しょういん）
- 女性自身 2011年7月12日号（光文社 2011年6月28日発売）
- men's egg（大洋図書）
  - 2012年2月号（2012年1月14日発売）
  - 2013年4月号（2013年3月14日発売）
- ズバ王 2012年4月号（ジーオーティー 2012年3月10日発売）
- 411 2012年5月号（三栄書房 2012年4月10日発売）
- 本当にあった笑える話（ぶんか社）
  - 本当にあった笑える話 Pinky 2012年6月号（2012年4月21日発売）
  - 本当にあった笑える話 2014年9月号（2014年7月30日発売）
- an・an 2013年8月14日-21日合併号（マガジンハウス 2013年8月9日発売）
- 小悪魔ageha 2013年10月号（インフォレスト 2013年8月31日発売）
- 週刊大衆 2013年10月14日号（双葉社 2013年9月30日発売）
- FLASH（光文社）
  - 2013年10月29日号（2013年10月15日発売）
  - 2013年11月5-12日号（2013年10月22日発売）
- 週刊SPA!（扶桑社）
  - 2014年3月4日号（2014年2月25日発売）
  - 2014年7月22日-29日合併号（2014年7月15日発売）
  - 2014年8月26日号（2014年8月19日発売）
- 週刊プレイボーイ（集英社）
  - 2014年5月5日号（2014年4月21日発売）
  - 2014年6月9日号（2014年5月26日発売）
  - 2014年9月29日号（2014年9月16日発売）
  - 2014年11月10日号（2014年10月27日発売）
- 週刊大衆 2014年6月30日号（双葉社 2014年6月16日発売）
- Details March 2015（Conde Nast Publications 2015年2月20日発売）
- QUIZ JAPAN（ほるぷ出版 2015年6月18日発売）
- KAMINOGE vol.43（東邦出版 2015年6月20日発売）
- 週刊女性 2015年7月28日号（主婦の友社）
- GQ JAPAN 2016年3月号（コンデナスト・ジャパン 2016年01月23日発売）
- MOTO NAVI No.114 2021 Autumn（F10 BOOK 2021年9月24日発売)

### 新聞
- 東京スポーツ 「勃つ人術」 第1回 AV男優 しみけん（東京スポーツ新聞社 2010年10月7日付）

### 連載
- 裏モノJAPAN 連載「シミケンの貴方を必ず天国に」（鉄人社 2003年10月号-2004年3月号 連載終了）
- メガベッピンSP　連載「AV男優しみけんチャレンジ!!」（ジーオーティー　2014年10月8日発売-連載終了）
- 週刊プレイボーイ「初めはみんな汁だった！」（集英社　2015年01月26日発売-連載中）しみけん、黒田悠斗、森林原人
- warp MAGAZINE JAPAN 「HOW TO BE A SEXMAN」（トランスワールドジャパン 2015年1月24日-連載終了）
- Samurai　ELO「I am a PERFECT SEXMAN」（三栄書房　2016年6月号-連載中）
- 日刊ゲンダイ 「勃起と健康」（日刊現代　2023年8月-連載中,毎週火曜）

### 電子書籍
- JUST KING OF AV ACTOR シミケン（2011年1月11日 Badi.jp）
- 「AV男優」という職業 セックス・サイボーグたちの真実　Kindle版（角川書店　2014年11月14日発売）

## イベント
- 2004年1月23日 - AVイケメン ナイト!!（新宿ロフトプラスワン）
- 2010年12月3日 - Sex Speed Rock'n'roll【S・S・R】～初夜～（新宿ロフトプラスワン）
- 2011年8月12日 - 80's〜90'sプレイバックトークライブR33〜酒とエロスと男と女〜（新宿ネイキッドロフト）
- 2012年12月16日 - h.m.p主催「日常フェス」※女性限定
- 2013年2月25日 - 映画「セックスの向こう側」トークショー（渋谷UPLINK）
- 2013年9月28日 - 「【究極のカレーイベント】うんこ味のカレー単独ライブ」（阿佐ヶ谷ロフト）
- 2014年1月14日 - 性人式2014（阿佐ヶ谷ロフト）
- 2014年2月15日 - 『TOKYO LUV&ROMANTIC NIGHT』(Naked Loft)
- 2014年2月23日 - KMP主催　しみけんトークショー&サイン会（ラムタラメディアワールドアキバ）
- 2014年4月26日 - OnaFes2014（東京キネマ倶楽部）
- 2014年5月16日 - AV男優の生でだらだらイカせて（新宿ロフトプラスワン）
- 2014年7月4日 - AV男優 吉村卓の男優さんいらっしゃい! 〜サマースペシャル! 新人AV男優オーディション編〜（レフカダ新宿）
- 2014年7月11日 - LuvMen Summer Fes.2014（新宿ロフトプラスワン）
- 2014年7月19日 - 『花園AV女学院 〜淑女の為のヒミツの講義〜』inレフカダ新宿（レフカダ新宿）
- 2014年8月2日 - 第21回 AIDS文化フォーラムin横浜（かながわ県民センター）
- 2014年10月4日 - 初イベント！全員集合だよ GOSSIP BOYS 2014フェス!!（新宿ロフトプラスワン）
- 2014年10月9日 - ミスターナガタプレゼンツ・アイポケエボリューション2014（新宿FACE）
- 2014年10月24日 - AVを語る深夜　Vol.2（新宿ロフトプラスワン）
- 2014年11月15日 - Japan Adult Expo2014（ディファ有明）
- 2014年12月12日 - 首都神話トークライブ〜第八十夜〜 オールナイトスペシャル!!（新宿ロフトプラスワン）
- 2014年12月20日 - 2週連続やっちゃいます!!「みんなで観よう、痛快エンターテイメントアダルトビデオ GOSSIPBOYS」vol.1（レフカダ新宿）
- 2014年12月27日 - 2週連続やっちゃいます!!「みんなで観よう、痛快エンターテイメントアダルトビデオ GOSSIPBOYS」vol.2（レフカダ新宿）
- 2015年1月11日 - 鈴木おさむプレゼンツ 抱腹絶倒のAVナイト（新宿ロフトプラスワン）
- 2015年1月13日 - 性人式（阿佐ヶ谷ロフトA）
- 2015年1月16日 - AVを語る深夜 Vol.3（新宿ロフトプラスワン）
- 2015年2月25日 - しみけん・宮地の下ネタ抜きにしたトークライブ 1部 2部（高円寺ACID2）
- 2015年3月8日 - AV男優「しみけん」来店イベント 男の授業「潮吹き講習会」（セルマックス茨木店）
- 2015年3月13日 - セクアカナイトvol.3〜SEX ACADEMY NIGHT vol.3〜（CCスタジオ代官山）
- 2015年3月28日 - GOSSIP・BOYS・2014・The・MOVIE（渋谷アップリンク）
- 2015年3月29日 - GOSSIP・BOYS・2014・The・MOVIE（渋谷アップリンク）
- 2015年4月5日 - しみけんの脳ミソつるつる野郎!!公開収録&OpeningParty（南青山Future Seven）
- 2015年4月10日 - AVを語る深夜 Vol.4（新宿ロフトプラスワン）
- 2015年4月12日 - アイデアポケット しみけんさんイベント（プレジャ秋葉原）
- 2015年4月17日 - 怪優 吉村卓の2時間ナマ放送！ VOL4〜しみけん来店〜（関内マルチエンタメ食堂スリーエス）
- 2015年4月30日 - しみけん・宮地の下ネタ抜きにしたトークライブ 1部（高円寺ACID2）
- 2015年5月5日 - AV男優 吉村卓の男優さんいらっしゃい! 〜第2回新人AV男優オーディション編〜（レフカダ新宿）
- 2015年5月16日 - AV男優の生でだらだらイカせて（新宿ロフトプラスワン）
- 2015年6月6日 - SMAX presents「ボッキマンJAPAN」スペシャル〜しみけん先生のスーパーSEX講座男も女もイッちゃって!!!〜（レフカダ新宿）
- 2015年6月26日 - AVを語る深夜 Vol.5（新宿ロフトプラスワン）
- 2015年7月11日 - 「光り輝くクズでありたい」出版記念トークライブ（東京カルチャーカルチャー）
- 2015年8月21日 - しみけん・宮地の下ネタ少なめトークライブ 2部（高円寺ACID2）
- 2015年10月3日 - AVを語る深夜 Vol.6（新宿ロフトプラスワン）
- 2015年10月19日 - しみけん・宮地の下ネタ少なめトークライブ 2部（高円寺ACID2）
- 2015年11月17日 - Japan Adult Expo2015（豊洲PIT）
- 2015年12月10日 - しみけん・宮地の下ネタ少なめトークライブ 2部（高円寺ACID2）
- 2015年12月25日 - AVを語る深夜 Vol.7（新宿ロフトプラスワン）